# Julie de Saint-Laurent

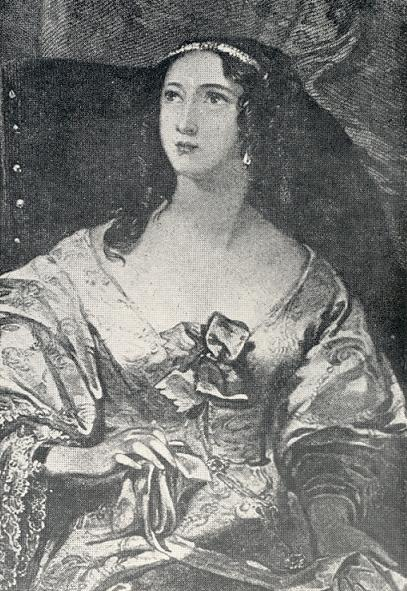
Julie de Montgenêt de Saint-Laurent, um 1800

Alphonsine Thérèse Bernadine Julie de Montgenêt de Saint-Laurent (* 30. September 1760 in Besançon; † 8. August 1830 in Paris) war durch Heirat Baronne de Fortisson und die langjährige  Mätresse von Prinz Eduard August, Herzog von Kent und Strathearn. 

## Leben
Julie de Montgenêt stammte aus einer alten normannischen Adelsfamilie und kam durch ihren Ehemann, Jean Charles de Mestre, Baron de Fortisson, nach Halifax. Auf einem Empfang des Gouverneurs John Wentworth lernte Madame de Saint-Laurent, wie sie später genannt wurde, den britischen Prinzen Eduard (1767–1820) kennen. Dieser war der vierte Sohn von König Georg III. von Großbritannien und Irland und Oberbefehlshaber der britischen Streitkräfte in Nordamerika. Sie trennte sich von ihrem Mann und lebte fortan mit Eduard in Québec zusammen. Als dieser 1802 seine Ernennung zum Gouverneur von Gibraltar erhielt, begleitete sie ihn dorthin.
Eduards Bruder Friedrich August, der zweitälteste Sohn des Königs und Oberbefehlshaber der Streitkräfte, entließ ihn schließlich nach zahllosen Beschwerden aus dem aktiven Dienst. Mit dem Feldmarschall-Titel abgefunden, aber ohne Beschäftigung, ließ sich Eduard mit Julie de Saint-Laurent in Knightsbridge privat und im Kensington Palace offiziell nieder. Beide traten vielen gemeinnützigen Gesellschaften bei. Als 1817 die einzige Tochter des Prinzregenten, Charlotte Augusta, bei der Geburt des ersten Kindes mit diesem starb, fügte sich Eduard der Staatsraison und trennte sich von Julie de Saint-Laurent nach 27 Jahren. Er heiratete die verwitwete Prinzessin Marie Louise Victoire von Sachsen-Coburg-Saalfeld. Deren Bruder war Charlottes Witwer Leopold. Mit de Saint-Laurent verglichen war die Herzogin von etwas einfacherer Gemütsart, hübsch und eher klein.
Zwar starb der Herzog von Kent vor seinen drei älteren Brüdern, da aber keiner von ihnen legitime Nachkommen hatte, wurde seine Tochter Victoria nach dem Tod Wilhelms IV. Königin. Seine Tochter wusste von der Verbindung ihres Vaters, aber alle zeitgenössischen Biographien schwiegen respektvoll darüber. Julie de Saint-Laurent erhielt später von Ludwig XVIII. den Titel Comtesse de Montgenet verliehen.